# Selaginella vaginata
Selaginella vaginata är en mosslummerväxtart som beskrevs av Antoine Frédéric Spring. Selaginella vaginata ingår i släktet mosslumrar, och familjen mosslummerväxter. Inga underarter finns listade i Catalogue of Life.